# Saint-Chabrais
 Saint-Chabrais  es una comuna (municipio) de Francia, en la región de Lemosín, departamento de Creuse, en el distrito de Aubusson y cantón de Chénérailles.
Su población en el censo de 1999 era de 335 habitantes.
Está integrada en la Communauté de communes de Chénérailles.

## Demografía
| 564 | 537 | 469 | 399 | 379 | 335 |
| Para los censos de 1962 a 1999 la población legal corresponde a la población sin duplicidades (Fuente: INSEE [Consultar]) |     |     |     |     |     |